# Eric Melvin

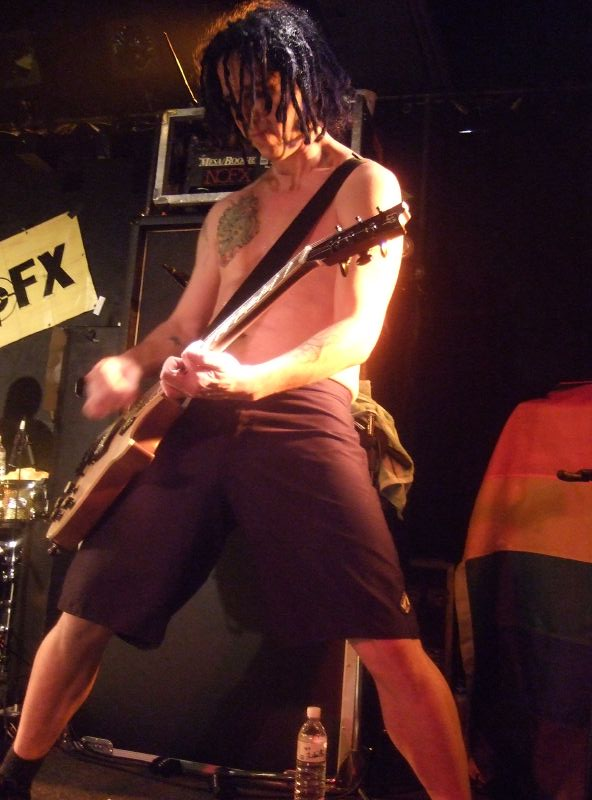
Eric Melvin

Eric Scott Melvin (* 9. Juli 1966) ist Gitarrist der US-amerikanischen Punkband NOFX.
Melvin gründete zusammen mit Fat Mike, dem Frontmann und Bassisten von NOFX, und Drummer Erik Sandin 1983 die Band und spielt seitdem die Gitarre. Er und Fat Mike sind die einzigen NOFX-Mitglieder, die bis heute immer in der Band gespielt haben. Erik Sandin wurde 1986 für ein Jahr von Scott Aldahl ersetzt. Neben der Gitarre spielt er auch Akkordeon, wie im Song Theme From a NOFX Album zu hören ist.
In der aktuellen NOFX-Besetzung ist Eric Melvin das einzige Mitglied, das seinen realen Namen verwendet.
Eric Melvin ist außerdem die Vertretung für Fat Mike bei Touren von Me First and the Gimme Gimmes, so beispielsweise auf der Europatour 2007.
Als Kind wurde Eric Melvin vom Vater eines Schulkameraden sexuell bedrängt, indem der Mann ihn in seine Wohnung einlud und Eric Melvin dazu brachte, sich komplett auszuziehen, woraufhin der Mann ihn betatschte und an den Genitalien anfasste, was er verunsichert und stillschweigend über sich ergehen ließ. Erst als Eric Melvin Mitte 30 war, erzählte er seiner Mutter nach Jahrzehnten des Schweigens von diesem für ihn traumatischen Erlebnis.
Über seinen Vater erhielt Eric Melvin ab etwa seinem neunten Lebensjahr Training in der südkoreanischen Kampfsportart Tang Soo Do, in der Niederlassung einer Kampfsportschulkette von Actionschauspieler Chuck Norris. Da Norris mit dem schauspielenden Kampfsportstar Bruce Lee befreundet war, sorgte die jugendliche Trainingsgruppe, zu der Melvin gehörte, im Rahmen der Premiere eines Kinofilms von Bruce Lee im TCL Chinese Theatre in Los Angeles für eine Showeinlage mit Schlägen und Tritten. Als Eric Melvin 19 Jahre alt war, hatte er eine Freundin namens Chelsea, die als 17-Jährige von ihm schwanger wurde. Nachdem beide ihren Eltern, bei denen Melvin und Chelsea zu diesem Zeitpunkt noch wohnten, davon erzählt hatten, entschied sich das Paar für einen Schwangerschaftsabbruch. Jahre später heiratete Chelsea einen anderen Mann und brachte drei Kinder zur Welt, von denen ein Kind sogar Fan von NOFX ist. Vor der Gründung von NOFX lebte Eric Melvin nach den gesunden Grundsätzen der Straight-Edge-Bewegung, keinen Alkohol zu trinken, keine Drogen zu konsumieren und auf ein promiskuitives Sexleben zu verzichten. Die von Drogen zersetzte Punk-Szene in Los Angeles hatte in dieser Hinsicht auf ihn als junger Mensch eine höchst abschreckende Wirkung ausgeübt. Als Melvin mit NOFX auf Tournee ging, änderte sich sein abstinentes Verhalten, ab Mitte 20 fing er an, regelmäßig Bier zu trinken, anschließend verfiel er zunehmend dem Konsum harter Drogen wie Kokain, LSD, PCP (Angel Dust), Speed sowie von großen Mengen an Gras. Dabei entwickelte Eric Melvin eine Vorliebe für halluzinogene Drogen.
Mit den großen Summen an Geld, die Eric Melvin mit NOFX verdiente, übernahm er ein unrentables Café, das Melvin Freunden abkaufte, an der Melrose Avenue in Los Angeles-Hollywood und führte es als neuer Pächter drei Jahre unter dem Namen Spun Melvin's weiter. Aufgrund seines mangelnden Wissens über wirtschaftliche Zusammenhänge in der Gastronomie verlor Gitarrist Melvin geschätzte 180.000 Dollar durch das Café, zum Beispiel wegen Umbauarbeiten, die ihm das Gesundheitsamt und der Brandschutzbeauftragte vorschrieben. Aus diesem Grund gab er das Lokal, in dem er Sänger Angelo Moore von Fishbone mit einer Spoken-Word-Performance verbunden mit eingestreuten Saxofon-Songs auftreten ließ, nach drei unwirtschaftlichen Jahren wieder auf.